# Sponsor aeneus
Sponsor aeneus es una especie de escarabajo del género Sponsor, familia Buprestidae. Fue descrita científicamente por Guérin-Méneville en 1840.

## Distribución
Habita en la región afrotropical.